# Patachich János
Zajezdai Patachich János, Ivan Patačić (Vinic (Varasd megye), 1649. július 14. – Zágráb, 1700. április 2.) teológiai doktor, Jézus-társasági áldozópap, Patachich György testvérbátyja.

## Élete
Fiatal korában lépett a Jézus-társaságba, ahol bölcseleti és teológiai tanulmányait végezte. Azután Nagyszombatban, Grazban és Bécsben bölcseletet és teológiát tanított. Végül mint rektort Zágrábba helyezték, ahol 51 éves korában meghalt.

## Munkája
- Infulata Hungariae Sanctitas, Sive Sancti Praesules In Hungaria, Mundo aut Coelo nati. Honori Admodum Rev., Nob., Excell., ac Doctissimorum Domimorum Dum In Alma Archi-Episcopali Universitate Tyrnaviensi Prima Sacrosanctae Theologiae laurea Promotore... Solenni ritu condecorarentur; Dicata Ab affectuoso Condiscipulorum applausu, quo PLebs VeXata tVos a VXIt LeopoLDe trIVMphos EXVL et arX VICtas, fert VaraDIna ManUs. Tyrnaviae, (1692).